# Patrice Halgand
Patrice Halgand (Saint-Nazaire, 2 marzo 1974) è un ex ciclista su strada francese, professionista dal 1995 al 2008 vinse nel 2002 una tappa al Tour de France.

## Palmarès
- 1997 (Festina, quattro vittorie)

1ª tappa Étoile de Bessèges
Classifica generale Étoile de Bessèges
tappa Tour du Chili
Classifica generale Tour du Chili
- 1999 (Festina, una vittoria)

À travers le Morbihan
- 2000 (Jean Delatour, cinque vittorie)

Coppa di Francia
À travers le Morbihan
Trophée des Grimpeurs
Tour du Limousin
3ª tappa Route du Sud
- 2001 (Jean Delatour, cinque vittorie)

Boucles de l'Aulne
2ª tappa Critérium International
1ª tappa Regio-Tour
4ª tappa Regio-Tour
Classifica generale Regio-Tour
- 2002 (Jean Delatour, cinque vittorie)

1ª tappa Tour du Limousin
Classifica generale Tour du Limousin
10ª tappa Tour de France (Bazas > Pau)
4ª tappa Critérium du Dauphiné Libéré
1ª tappa Quattro giorni di Dunkerque
- 2005 (Crédit Agricole, una vittoria)

4ª tappa Route du Sud
- 2006 (Crédit Agricole, due vittorie)

4ª tappa Tour de l'Ain (Culoz > Belley)
4ª tappa Route du Sud (Muret > Ax 3 Domaines)
- 2007 (Crédit Agricole, una vittoria)

4ª tappa Tour de l'Ain (Saint-Genis-Pouilly > Lélex)
- 2008 (Crédit Agricole, una vittoria)

5ª tappa Tour de Wallonie (Welkenraedt > Aubel)

### Altri successi
- 2000

Classifica generale Coppa di Francia

## Piazzamenti

### Grandi Giri
- Giro d'Italia

2005: 23º
2006: 14º
2007: ritirato (6ª tappa)
- Tour de France

2001: 55º
2002: 52º
2003: 40º
2004: 39º
2005: 52º
2006: 48º
2007: 30º
- Vuelta a España

2000: 48º
2008: ritirato (15ª tappa)